# 베르네천
베르네천은 경기도 부천시 원미구 춘의동 원미산에서 발원하여 오정동 동부간선수로로 합류하는 부천시의 소하천이다. 원래 동부간선수로에서 더 서쪽으로 흘러 여월천으로 유입되었으나, 유로가 변경되어 동부간선수로 서쪽 구간은 단절되었다. 부천시 원종동 일대에는 성오로를 만들어 베르네천을 복개하고 1990년 3월 풍물시장을 조성하였으나, 2011년부터 2018년까지 단계적으로 철거하였다. 2019년 12월까지 이곳 0.43 km 구간에는 도로와 주차장을 조성한다.

## 지명 유래
베르네천의 유래는 임진왜란 때 이 하천 일대에서 큰 전투가 있어 사상자의 피로 하천이 물들었고, 이에 “피 비린내가 진동한다” 또는 “강물을 다 버렸다”라고 하여 ‘비리내, 배리내’ 등으로 불렀던 것에서부터 시작하였다는 설이 있다. 그러나 이는 향토 문헌의 오류에서 시작된 낭설이다.
《부천예총》(富川藝總, 1977)은 원미산의 ‘큰 망골’과 ‘작은 망골’이라는 지명은 임진왜란 때 무명의 장군이 왜를 무찌른 곳이라 전해지나, 고증은 불가능하다고 기록하였다. 《부천의 흐름》(1982)은 ‘큰 싸움이 있어 죽은 사람의 피비린내가 개울을 메웠다’라고 언급하였다. 《복사골문화》(1985) 창간호는 죽산박씨계보(竹山朴氏系譜)를 운운하며 베르네천에 관해서는 ‘임진왜란 전투에서 백병전이 벌어져 개울이 피비린내로 뒤덮였다’라고 언급하였고, 원미산에 관해서는 ‘죽산 박씨 세계(世系)에 의하면 계엄(桂奄)이 임진왜란 때 둔대산에서 궐기하였다’라고 적었다. 《부천시사》(부천시시사편찬위원회, 1988)는 《복사골문화》의 내용을 그대로 인용하면서도, ‘1592년 5월 부평에 왜군이 침입하여 전투가 벌어졌다’라고 한 《진미록》(鎭尾錄)의 기록을 추가하였다.
그러나 실제로 문중 소장본 《죽산박씨족보》에는 박진(朴震)에 대한 간단한 기록만 있을 뿐, 임진왜란에 관한 언급이 없다. 박진이 임진왜란에 참여하였다는 기록은 부천족보전문도서관 소장본 《죽산박씨족보》(1771)에만 수기로 가필되어 있다. 그에 따르면 박진은 조선인의 시체가 산처럼 쌓인 마을에서, 1592년 9월 9일 창의군을 이끌고 둔대산에 진을 친 뒤, 왜군 10여 명을 죽이고 3-4리 바깥으로 무찔렀다고 한다. 그러나 《조선왕조실록》 1592년 9월 기사에는 왜군이 부평 지역에서 싸웠다는 내용이 없고, 실록이나 다른 집안에 시신이 산을 이룰 만한 대규모 전투에 관한 이야기가 일절 전해지지 않고 있으며, 이 공적이 사실이라 하더라도 문중 족보에 전혀 기록되지 않았다는 점 등으로 유추할 때, 박진의 의병 행적은 허구이다. 더불어 《진미록》은 존재 자체가 불분명한 문헌이고, 1529년생인 박진의 맏아들 박문보(朴文輔)의 나이로 추정할 때, 1500년대 초반에 태어났을 박진이 고령의 몸으로 임진왜란에 참전하였다는 것은 믿기 힘들다.
1911년경의 《조선지지자료》에는 경기도 부평군 하오정면 여월리 별인ᄂᆡ(別仁川)라는 지명이 기록되어 있다. 이는 ‘벼랑내’라는 고유어를 한자로 옮긴 이두식 지명으로, ‘벼랑처럼 개울이 깊다’라는 뜻에서 붙은 이름이다. 벼랑내는 시간이 지나며 베리내, 베르내 등으로 변하게 되었다. 또한 베르네천이 발원하는 원미산은 둔대산(屯垈山), 장자봉(長者峰), 장대봉(長臺峰), 벼락산 등의 다른 이름이 있는데, 벼락산 역시 벼랑내 및 벼랑과 관련된 지명으로 볼 수 있다.

## 참고 문헌
- 양경직 (2012). 《왜곡된 박진(朴震) 역사 연구》 (PDF). 경기: 부천문화원 향토문화연구소.[깨진 링크(과거 내용 찾기)]